# Bayerisches Staatsorchester
Das Bayerische Staatsorchester ist der Klangkörper der Bayerischen Staatsoper München und eines der ältesten und renommiertesten Orchester weltweit. Es zählt zu den besten deutschen Orchestern und gilt als eines der besten Opernorchester überhaupt. Es ist das einzige Orchester Münchens, das als Opern- und Konzertorchester tätig ist.

## Mythos der Gründung 1523
Das Bayerische Staatsorchester sieht seine Wurzeln im Jahr 1523 mit der Anstellung des Komponisten und Sängers Ludwig Senfl, der von Herzog Wilhelm IV. aus der 1520 von Karl V. aufgelösten Hofkapelle Kaiser Maximilians I. zusammen mit anderen Musikern übernommen wurde. In der Anstellung Senfls ist jedoch weder ein Gründungsdatum zu sehen (die Hofkapelle existierte bereits seit dem 15. Jahrhundert), noch von einem „Orchester“ zu sprechen. Vielmehr handelte es sich bei der Münchner Hofkapelle um eine vornehmlich geistliche Institution, die Vokalmusik im Sinn einer herzoglichen Herrschaftsrepräsentation aufführte. Ab 1563 war der von Herzog Albrecht V. berufene Orlando di Lasso Leiter der Münchner Hofmusik.

## Geschichte
Ab 1651 fanden in München auch regelmäßig Opernaufführungen statt, zunächst in einer umgebauten Kornhalle, dem nachmaligen Salvatortheater, bei denen die Hofkapelle als Opernorchester mitwirkte. 1653 war die erste Opernaufführung im St.-Georgssaal der Münchner Residenz Giovanni Battista Maccionis L'Arpa festante. Kurfürst Max Emanuel berief 1680 Agostino Steffani an seinen Hof und ernannte ihn 1681 zum Kammermusikdirektor, der die Musik für Opern, Ballette, Karnevalscherze und Turniere komponierte; 1686 wurde er Münchner Hofkapellmeister und machte sich bis zu seiner ehrenvollen Entlassung 1688 um zahlreiche Aufführungen von italienischen Opern verdient.
Ab 1737 wirkte Giovanni Porta bis zu seinem Lebensende als Hofkapellmeister am Hof von Kurfürst Karl Albrecht. Nach seinem Tod 1755 übernahm Andrea Bernasconi dessen Stelle. 1762 erhielt das Orchester die Bezeichnung Hoforchester. Seit der Abschaffung der Monarchie in Bayern 1918 trägt es den heutigen Namen. Ab Mitte der 1770er Jahre wurde das Hoforchester zu dem seit damals regelmäßig bestehenden Operndienst herangezogen. 1778 brachte Kurfürst Karl II. Theodor 33 Musiker seiner ehemaligen Mannheimer Hofkapelle nach München mit und erweiterte am 1. Oktober 1778 mit ihnen und 32 ausgewählten Münchner Mitgliedern das Hoforchester. 1784 übernahmen Franz Paul Grua und Georg Joseph Vogler gleichberechtigt den Posten des Hofkapellmeisters.
1811 gründeten elf Musiker des nunmehrigen Bayerischen Königlichen Hoforchesters die Musikalische Akademie.
Noch während der Regierungszeit von König Max I. hatte das Hoforchesters gleichermaßen in der Kirche, bei der Tafel und in der Kammer sowie im Theater aufzuspielen. Unter König Ludwig I. wurde 1836 Franz Lachner als erster Generalmusikdirektor bestellt.
Die Verehrung König Ludwigs II. für Richard Wagner führte zu den Uraufführungen der Opern Tristan und Isolde am 10. Juni 1865 und Die Meistersinger von Nürnberg am 21. Juni 1868, jeweils von Hofkapellmeister Hans von Bülow dirigiert, sowie Das Rheingold am 22. September 1869 und Die Walküre am 26. Juni 1870, beide geleitet von Franz Wüllner.
Mit vielen international bekannten Dirigenten pflegte das Staatsorchester enge Beziehungen, darunter Zubin Mehta, am engsten aber mit Carlos Kleiber. Seine vergleichsweise häufigen Dirigate zwischen 1968 und 1997 galten vielen Kritikern und Musikliebhabern als Sternstunden.
Aus Anlass des 200-jährigen Bestehens der Musikalischen Akademie, des selbstverwalteten Konzert-Klangkörpers innerhalb des Staatsorchesters, gründete sich 2011 aus seinen Reihen das Kammerorchester des Bayerischen Staatsorchesters.

## Generalmusikdirektoren
- Franz Lachner (1836–1867)
- Hans von Bülow (1864–1869)
- Franz Wüllner (1870–1877)
- Hermann Levi (1872–1896)
- Richard Strauss (1894–1896)
- Max Erdmannsdörfer (1896–1898)
- Bernhard Stavenhagen (1898–1902)
- Hermann Zumpe (1901–1903)
- Felix Mottl (1904–1911)
- Bruno Walter (1913–1922)
- Hans Knappertsbusch (1922–1935)
- Clemens Krauss (1937–1944)
- Hans Knappertsbusch (1945)
- Georg Solti (1946–1952)
- Rudolf Kempe (1952–1954)
- Ferenc Fricsay (1956–1958)
- Joseph Keilberth (1959–1968)
- Wolfgang Sawallisch (1971–1992)
- Peter Schneider (interim, 1992–1998)
- Zubin Mehta (1998–2006)
- Kent Nagano (2006–2013)
- Kirill Petrenko (2013–2021)
- Vladimir Jurowski (2021 – heute)

Das Bayerische Staatsorchester hatte eine äußerst gute Beziehung zu Carlos Kleiber, der lange an der Staatsoper wirkte. Das Bayerische Staatsorchester durfte mit ihm eine Japan-Tournee bestreiten, die ein großer Erfolg wurde. Nirgendwo fühlte Kleiber sich so zu Hause wie beim Bayerischen Staatsorchester. Das beweisen auch seine legendären Opernaufführungen. Kleiber war von 1968 bis 1988 ständiger Gastdirigent an der Bayerischen Staatsoper.
Mitglieder bildeten das Ensemble Munich Opera Horns.

## Veröffentlichungen
Die Bayerische Staatsoper hat zahlreiche Aufnahmen bei Plattenlabels wie der Deutschen Grammophon oder ORFEO veröffentlicht. Im Mai 2021 hat sie ihr eigenes Plattenlabel, Bayerische Staatsoper Recordings (BSOrec), gegründet.
Zu den bekanntesten Aufnahmen des Hauses gehört die Videoaufzeichnung von Wagners Ring des Nibelungen 1989 bei den Bayreuther Festspielen unter der Leitung von Wolfgang Sawallisch, die 1993 bei den Gramophone Classical Music Awards als bestes Video ausgezeichnet wurde. Die 1973 erschienene Aufnahme von Richard Strauss’ Rosenkavalier, dirigiert von Carlos Kleiber und 2008 veröffentlicht, wurde hoch gelobt und in der April-Ausgabe 2009 des Gramophone als „Editor’s Choice“ ausgewählt.
Bei den International Opera Awards wurde die Bayerische Staatsoper mit dem „Opera Company Award“ 2018 ausgezeichnet. Ihre Aufnahme von Händels Agrippina in der Regie von Barrie Kosky vom Royal Opera House wurde in die engere Wahl für die Opera Awards 2018 aufgenommen.
1977 wurde eine Aufnahme der Bayerischen Staatsoper von der NASA für die Voyager Golden Record ausgewählt, eine vergoldete Kupferplatte, die mit dem Voyager-Raumschiff ins All geschickt wurde. Die Platte enthielt Klänge und Bilder, die als Beispiele für die Vielfalt des Lebens und der Kultur auf der Erde ausgewählt worden waren. In der Aufnahme singt die Sopranistin Edda Moser die Arie der Königin der Nacht „Der Hölle Rache kocht in meinem Herzen“ aus Mozarts Oper Die Zauberflöte, dirigiert von Sawallisch.
Bayerische Staatsoper Recordings (BSOrec):
Seit Mai 2021 dokumentiert die Bayerische Staatsoper ihre Exzellenz, Vielseitigkeit und Tradition mit einem neuen hauseigenen Label: Bayerische Staatsoper Recordings (BSOrec).
- Gustav Mahler, Symphonie Nr. 7, Kirill Petrenko: Dieses Album ist die erste Veröffentlichung des neugegründeten Labels der Bayerischen Staatsoper „Bayerische Staatsoper Recordings“. Es handelt sich um einen Livemitschnitt von Gustav Mahlers 7. Symphonie, der im Mai 2018 im Münchner Nationaltheater entstand. Veröffentlichungsdatum: 28. Mai 2021 Artikelnummer: BSOREC0001(CD)
- Erich Wolfgang Korngold, Die Tote Stadt, Jonas Kaufmann, Marlis Petersen: Erich Wolfgang Korngolds Die tote Stadt feierte ihre Premiere im Herbst 2019 an der Bayerischen Staatsoper. In der Inszenierung von Simon Stone sangen Marlis Petersen (Marie/Marietta) und Jonas Kaufmann (Paul) die Hauptpartien, das Bayerische Staatsorchester spielte unter Kirill Petrenko. Veröffentlichungsdatum: 16. Juli 2021 Artikelnummer: BSOREC1001 (DVD), BSOREC2001 (Blu-ray Disc)
- Hans Abrahamsen, The Snow Queen, Barbara Hannigan, Rachael Wilson, Katarina Dalayman, Peter Rose, Cornelius Meister: Hans Abrahamsens Oper The Snow Queen folgt Hans Christian Andersens gleichnamigem Märchen: Zwei Kinder, Gerda und Kay, sind innig vertraut und wie füreinander bestimmt. Da sticht etwas Kay ins Herz und ins Auge, und schon sind sie einander entfremdet, als lebten sie in zwei verschiedenen Welten. Von der Schneekönigin entführt, verschwindet Kay auch leibhaftig aus Gerdas Leben. Es beginnt ihre lange Suche nach dem Freund, bis sie ihn in Schnee und Eis wiederfindet und mit ihren Tränen die teuflischen Splitter aus ihm herausweint. Veröffentlichungsdatum: 14. Januar 2022 Artikelnummer: BSOREC1002 (DVD), BSOREC2002 (Blu-ray Disc)
- Ludwig van Beethoven, Symphonie Nr. 2, Brett Dean, Vladimir Jurowski: Dieser Livemitschnitt dokumentiert den Versuch einer anderen Perspektive auf das vermeintlich vertraute Werk. Beethoven vorangestellt wird Brett Deans „Testament“, ein zeitgenössisches Orchesterstück, das sich mit Beethovens Musik, seinen Gedanken und seiner seelischen Verfassung auseinandersetzt. Veröffentlichungsdatum: 15. Juli 2022 Artikelnummer: BSOREC0002 (CD)
- Igor Strawinsky, Peter Tschaikowsky, Mavra/Iolanta, Alevtina Ioffe, Axel Ranisch: Gemeinsam mit den jungen Sängerinnen und Sängern des Opernstudios der Bayerischen Staatsoper erarbeitete Regisseur Axel Ranisch einen ungewöhnlichen Zugriff auf zwei selten gespielte Werke: In Peter Tschaikowskys letzter Oper Iolanta sucht eine blinde Prinzessin nach den Gründen für ihre Traurigkeit und findet die Liebe. In Igor Strawinskys neoklassischem Buffa-Einakter Mavra hat eine erfinderische junge Frau einen riskanten Einfall und schmuggelt ihren Geliebten als Köchin verkleidet ins Haus ihrer Mutter. Veröffentlichungsdatum: 2. Dezember 2022 Artikelnummer: BSOREC2003 (DVD), BSOREC2003 (Blu-ray Disc)

Bei den Gramophone Awards 2022 erhielt das hauseigene Label Bayerische Staatsoper Recordings (BSOrec) nicht weniger als vier renommierte Auszeichnungen – ein beispielloser Erfolg in der fast 50-jährigen Geschichte der Awards.
- Kirill Petrenko und das Bayerische Staatsorchester gewannen mit ihrer Aufzeichnung von Mahlers Sinfonie Nr. 7 den „Gramophone 2022 Orchestral Award“
- Kirill Petrenko und die DVD- und Blu-Ray-Aufnahme von Korngolds Die tote Stadt in der Regie von Simon Stone wurden mit dem „Gramophone Opera Award 2022“ ausgezeichnet.
- Die DVD- und Blu-Ray-Aufnahme von Cornelius Meister und der Bayerischen Staatsoper von Hans Abrahamsens The Snow Queen in der Regie von Andreas Kriegenburg wurde mit dem „Gramophone 2022 Contemporary Award“ ausgezeichnet.
- Die tote Stadt erhielt den „Recording of the Year-Award“.

Beim Opus Klassik 2022, dem wichtigsten Preis für klassische Musik in Deutschland, erhielt die Aufnahme von Die tote Stadt die Auszeichnung in der Kategorie „Operneinspielung“.

## 500 Jahre Bayerisches Staatsorchester

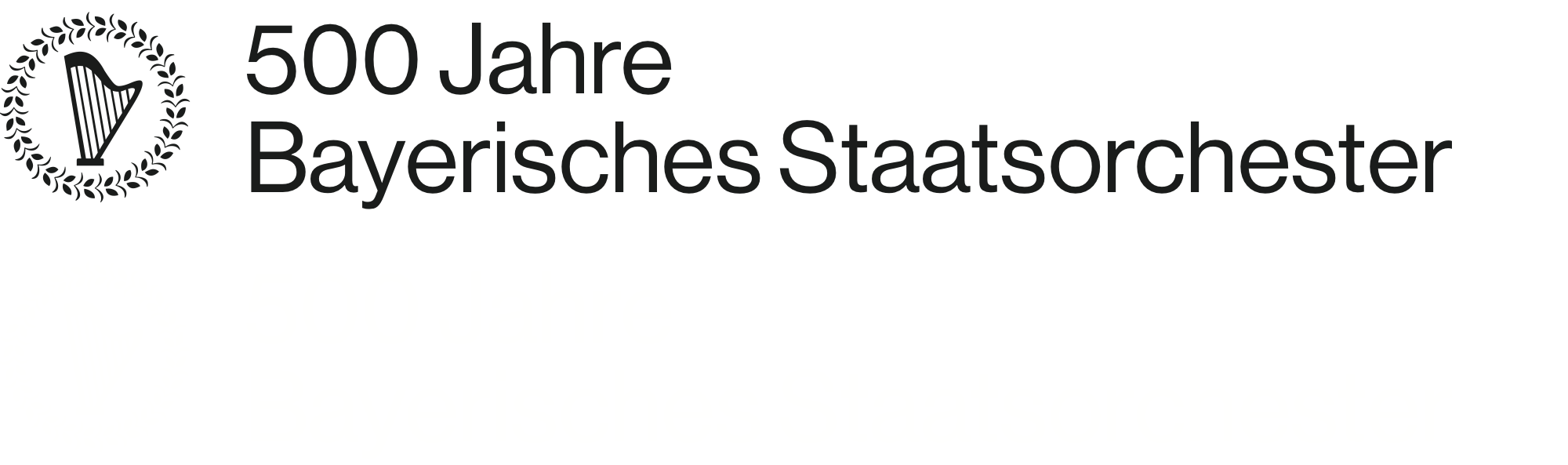
Offizielles Logo 500 Jahre Bayerisches Staatsorchester

Die Suche nach den Ursprüngen und die Festlegung eines Gründungsdatums eines Orchesters sind ohne Gründungsurkunde keine leichte Aufgabe. 1523 allerdings war ein markantes Jahr für die Münchner Hofkapelle. Mit der Berufung von Ludwig Senfl an den Hof von Herzog Wilhelm IV. und Senfls Entscheidung, fortan nur noch ausgebildete Musiker in seinem Ensemble zu beschäftigen, wurde in jenem Jahr der Grundstein für das professionelle Musizieren im Dienst der bayerischen Herzöge, Könige und des Freistaates Bayern gelegt. 2023 wird das 500-jährige Bestehen des Bayerischen Staatsorchesters gefeiert.